# Christian Capone
Christian Capone est un footballeur italien né le 28 avril 1999 à Vigevano. Il joue au poste d'ailier au Venezia FC, en prêt de l'Atalanta Bergame.

## Biographie

### En club
Il joue son premier match avec l'Atalanta Bergame le 30 novembre 2016 en Coupe d'Italie, lors d'une victoire à domicile (3-0) contre le Delfino Pescara.
En juillet 2017, il est prêté au Delfino Pescara, avec lequel il débute le 6 août 2017 en Coupe d'Italie contre l'US Triestina. Le 12 août 2017, toujours en coupe, il marque son premier but avec Pescara lors d'un match contre le Brescia Calcio. Il termine la saison avec 26 apparitions, 7 buts et 3 passes décisives.

### En sélection
Avec les moins de 17 ans, il participe au championnat d'Europe des moins de 17 ans en 2015. Lors de cette compétition, il ne joue qu'un seul match, perdu face à l'Espagne.
Avec les moins de 19 ans, il participe au championnat d'Europe des moins de 19 ans en 2018. Lors de cette compétition, il joue trois matchs. Il marque un but en phase de groupe contre le Portugal, puis un but en demi-finale face à la France. L'Italie s'incline en finale face au Portugal, après prolongation. Capone délivre une passe décisive lors de cette finale.

## Palmarès
- Finaliste du championnat d'Europe des moins de 19 ans en 2018 avec l'équipe d'Italie des moins de 19 ans